# Gizi Bajor
Gizi Bajor, właściwie Gizella Beyer (ur. 18 maja 1893 w Budapeszcie, zm. 12 lutego 1951 tamże) – węgierska aktorka teatralna i filmowa znana nie tylko ze swojego magnetycznego uroku i niezwykłej urody, ale także ze względu na kunszt i wszechstronność. Na scenie Teatru Narodowego w Budapeszcie grała zarówno role w sztukach klasycznych, jak i współczesnych.

## Wybrane role
- 1918: 
  - A 100.000 koronás ruh
  - Féltestvérek
- 1919:
  - Júlia kisasszony
  - Az ösasszony
  - A csempészkirály
  - A csempészkirály
  - Az ösasszony
  - Az ösasszony
- 1921: A megbüvöltek
- 1922: Petöfi
- 1926: Rongyosok
- 1928: A Magyar Nemzeti Színház múltja, jelene és jövöje
- 1930:
  - Az orvos titka
  - Kacagó asszony
- 1935: Halló Budapest!
- 1938: Két fogol
- 1941: A szüz és a gödölye